# Chthonius multidentatus
Espèce
Chthonius multidentatus est une espèce de pseudoscorpions de la famille des Chthoniidae.

## Distribution
Cette espèce est endémique de Sicile en Italie. Elle se rencontre dans la grotte Grotta Monella à Syracuse.

## Publication originale
- Beier, 1963 : Sizilianische Pseudoscorpione. Bolletino Accademia Gioenia di Scienze Naturali in Catania, sér. 4, vol. 7, p. 253-263.